# Neil Jordan
Neil Jordan (født 25. februar 1950 i Sligo, Irland) er en irsk filminstruktør.
Han vandt en oscar for bedste originale manuskript for The Crying Game i 1992. Han lever i Dublin.

## Udvalgt filmografi
- Angel (1982)
- Mona Lisa (1986)
- The Crying Game (1992)
- En vampyrs bekendelser (Interview with the Vampire, 1994)
- Michael Collins (filmbiografi af Michael Collins, 1996)
- The Butcher Boy (1997)
- Byzantium (2012)
- Marlowe 2022